# Kanton Groß Apenburg

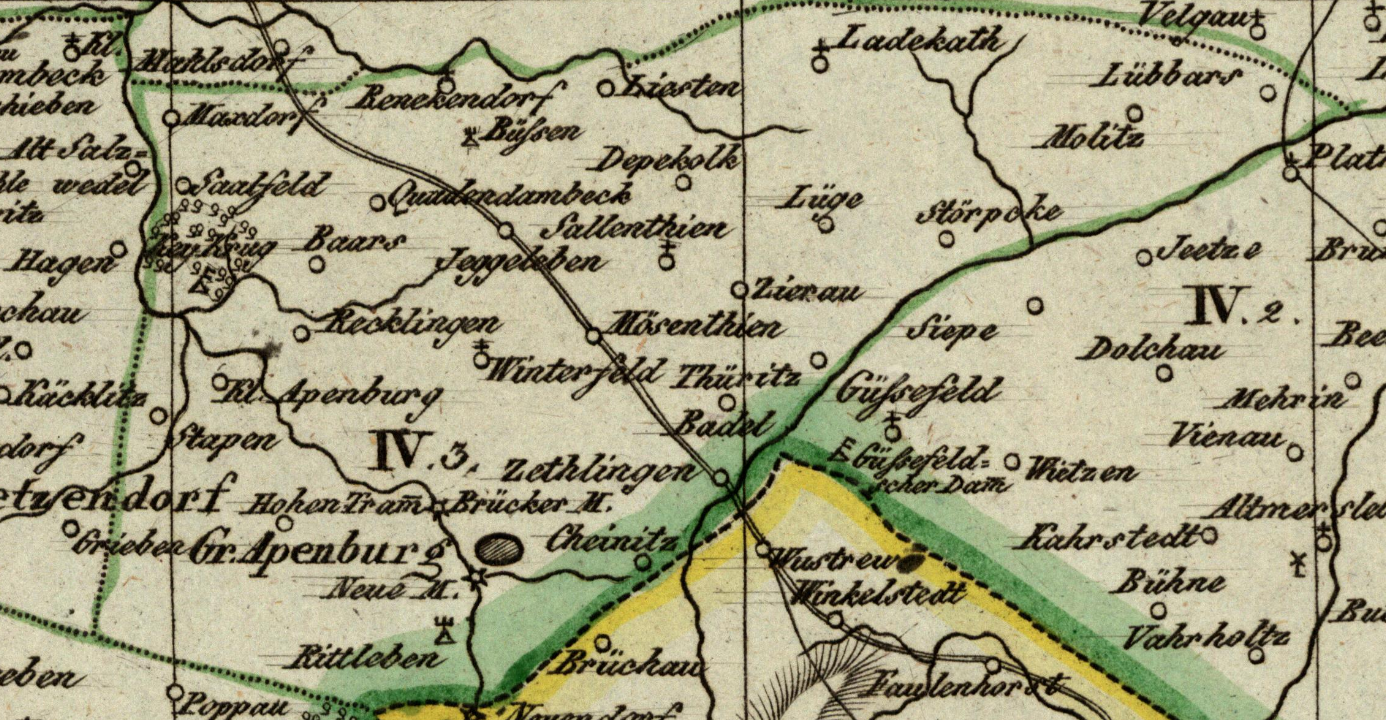
Kanton Groß Apenburg im Distrikt Salzwedel des Departments der Elbe des Königreich Westphalen (1812)

Der Kanton Groß Apenburg (auch Canton Groß Apenburg, Kanton Großapenburg, oder auch nur Kanton Apenburg) war eine Verwaltungseinheit im Königreich Westphalen. Der Kanton bestand von 1807 bis zur Auflösung des Königreichs im Jahre 1813 und gehörte nach der Verwaltungsgliederung von 1807 zunächst zum Distrikt Salzwedel des Departements der Elbe. Kantonshauptort (chef lieu) war Groß Apenburg im Flecken Apenburg-Winterfeld (Altmarkkreis Salzwedel, Sachsen-Anhalt). 1810 wurde dieser Distrikt Salzwedel aufgelöst und im Departement der Nieder-Elbe ein neuer Distrikt Salzwedel gegründet. Das Departement der Nieder-Elbe wurde aber bereits 1811 wieder aufgelöst und zwei Distrikte dieses Departements wurden vom Französischen Kaiserreich annektiert. Der neue Distrikt Salzwedel (und damit der Kanton Groß Apenburg) wurden 1811 wiederum in das Departement Elbe überwiesen. Nach Auflösung des Königreichs Westphalens im Oktober/November 1813 wurde im Laufe des Jahres 1814 die vorherige Verwaltungsgliederung wiederhergestellt.

## Geschichte
Mit dem Frieden von Tilsit verlor Preußen die Altmark – neben vielen anderen Gebieten – an das per Dekret vom 18. August 1807 neu geschaffene Königreich Westphalen. Bis Dezember 1807 wurde eine Verwaltungsreform in der Altmark vorgenommen. Die Altmark bildete zusammen mit anderen vormals preußischen Landesteilen (Teile des Herzogtum Magdeburg) das neu geschaffene Departement der Elbe, das in vier Distrikte (Magdeburg, Neuhaldensleben, Stendal und Salzwedel) gegliedert war. Nach dem Verzeichniß der Departements, Districte, Cantons und Communen des Königreichs vom Dezember 1807 gliederte sich der Distrikt Salzwedel in 15 Kantone (cantons), darunter der Kanton Groß Apenburg. Zum Kanton Groß Apenburg gehörten (abweichende Originalschreibweisen der Ortsnamen kursiv):
- Groß Apenburg, Kantonshauptort mit der Burg, Neue Mühle (Neuemühle) und Köhkrug (nicht identifiziert)
- Zethlingen (Jethlingen) mit Cheinitz
- Stapen (Staapen) mit Klein Apenburg, Hohentramm und Rittleben
- Winterfeld mit Recklingen
- Saalfeld mit Baars
- Sallenthin (Sallenthien) mit Quadendambeck, Maxdorf, Büssen und Benkendorf (Beneckendorf)
- Thüritz mit Badel (Baaden) und Mösenthin (Mäsenthien)
- Zierau mit Jeggeleben und Lüge
- Molitz mit Störpke (Störpcke) und Lübbars
- Depekolk mit Liesten und Ladekath

Die Orte gehörten vor der Verwaltungsreform von 1807 zum Arendseeischen und Salzwedelischen Kreis der Altmark.
Der Kanton Groß Apenburg hatte 1808 2.606 Einwohner. Mit dem Anschluss des Kurfürstentum Braunschweig-Lüneburg im Jahr 1810 wurden zum 1. September 1810 die drei neuen Departements, Norddepartement, Departement der Nieder-Elbe und Departement der Aller gegründet. Der alte Distrikt Salzwedel (im Departement der Elbe) wurde aufgelöst. Dem Departement der Nieder-Elbe wurden die neugebildeten Distrikte Lüneburg und Harburg zugewiesen sowie ein neuer Distrikt Salzwedel mit den bereits bestehenden Kantonen Arendsee, Beetzendorf, Diesdorf, Groß Apenburg, Jübar, Kalbe, Salzwedel (Stadt) und Salzwedel (Land) sowie den vier neugebildeten  Quickborn, Gartow, Lüchow, Wittingen und Wustrow.
Zum 5. März 1811 wurde das Departement der Nieder-Elbe aufgelöst. Die zwei Distrikte Lüneburg und Harburg gingen in den Hanseatischen Departements des Französischen Kaiserreichs auf. Der Distrikt Salzwedel wurde wieder an das Departement der Elbe überwiesen.
Friedrich Justin Bertuch nennt für 1810 2459 Einwohner und eine Fläche von 3,41 Quadratmeilen für den Kanton Groß Apenburg. Johann Georg Heinrich Hassel in seinem Werk Statistisches Repertorium über das Königreich Westphalen für Dezember 1811 die Fläche des Kantons Groß Apenburg mit 3,41 Quadratmeilen an, die Bevölkerung mit 2426 Einwohnern. Anscheinend wurden die Kantone Groß Apenburg und Beetzendorf dann zusammen verwaltet. Nach dem Hof- und Staatshandbuch von 1811 hatten die Kantone Beetzendorf und Groß Apenburg zusammen 5775 Einwohner. Sie wurden gemeinsam von Kantonmaire Johann Jakob August Sulfrian verwaltet. Nach Hassel hatten die Kantone Groß Apenburg und Beetzendorf dagegen zusammen addiert 5666 Einwohner. Nach dem Hof- und Staatskalender von 1812 hatten die Kantone Beetzendorf und Groß Apenburg zusammen 5666 Einwohner.
Nach der Völkerschlacht bei Leipzig (16. bis 19. Oktober 1813) zerfiel das Königreich Westphalen im Oktober/November 1813. Im Laufe des Jahres 1814 wurden die vorherige preußische Verwaltungsgliederung wiederhergestellt und die Kantone wieder aufgelöst. Im Jahre 1816 kam es zu einer großen Kreisreform, in der die alten markbrandenburgischen Kreise z. T. neu zugeschnitten, z. T. auch aufgelöst und neue Kreise geschaffen wurden. Die Orte des ehemaligen Kantons Groß Apenburg kamen nun zum neu zugeschnittenen Kreis Salzwedel in der preußischen Provinz Sachsen.